# Carcamano
O termo carcamano tem diferentes acepções no Brasil. Em São Paulo e em partes da Região Sul é uma designação pejorativa dada aos italianos e seus descendentes. Em outras partes do Brasil, como no Maranhão, Piauí e Ceará, a palavra foi no passado usada para identificar judeus e árabes.
A origem do termo é duvidosa, segundo Antenor Nascentes é provável que carcamano derive da palavra castelhana carcamán, que na América Latina denota "pessoa decrépita" (no Peru), forasteiro pobre (em Cuba), pessoa pretensiosa e de poucos méritos (na Colômbia) e italianos - em especial genoveses - (na Argentina).
A etimologia popular da cidade de São Paulo, sem qualquer fundamento científico, liga o termo carcamano à expressão "calcar as mãos", popularmente pronunciada "carcá as mano" no dialeto paulistano tradicional. Em português, calcar significa pressionar de cima para baixo, esmagar, moer. Tal associação derivaria do fato que feirantes e pequenos comerciantes discretamente forçavam (calcavam) as suas mãos nas balanças, para que estas registrassem um peso maior, e assim as mercadorias seriam vendidas por um valor maior que o peso real. Como à época a maioria desses comerciantes eram italianos e descendentes, o termo se popularizou para designação desse grupo étnico.